# Polens litteratur

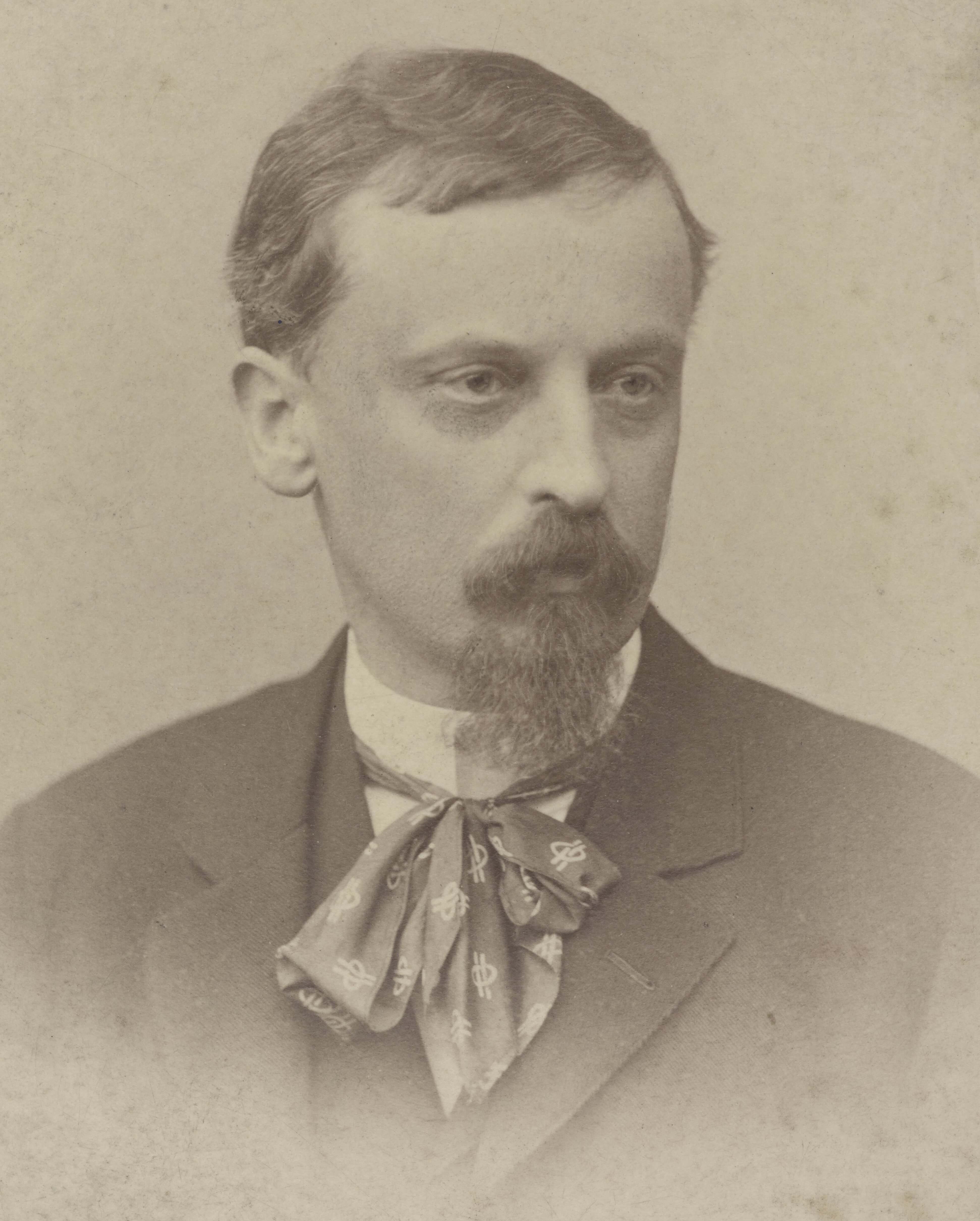
Henryk Sienkiewicz

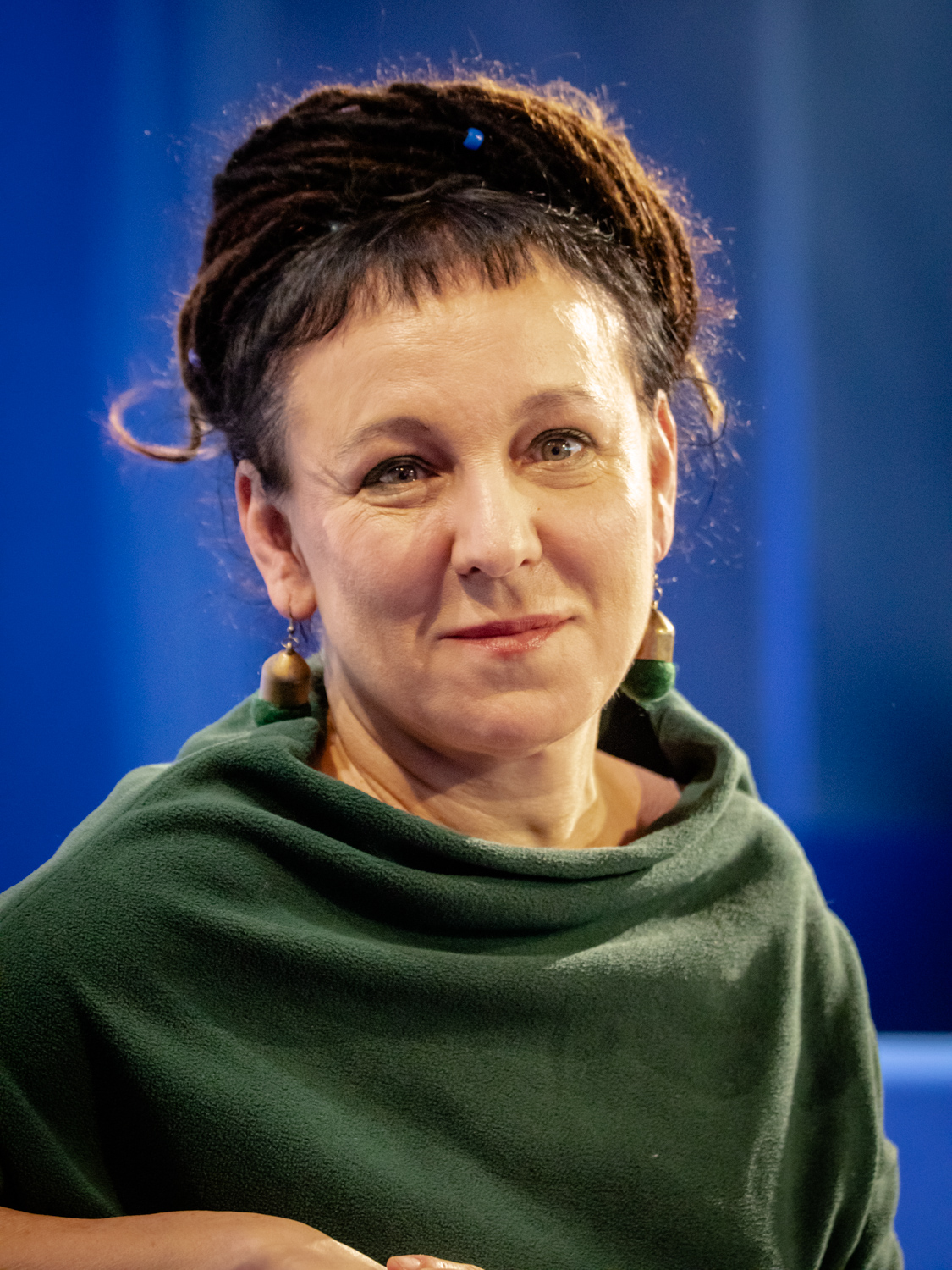
Olga Tokarczuk

Polens litteratur är litteratur från Polen som huvudsakligen är skriven på   polska.
Den äldsta polska litteraturen av betydelse skrevs på latin. Under renässansen uppstod dock även en litteratur på polska med diktare som Mikołaj Rej (1505-1569) och Jan Kochanowski (1530-1584). Motreformationen och de politiska katastroferna under 1600- och 1700-talen förlamade emellertid kulturen. Först på 1830-talet fick Polen en betydande diktare i Adam Mickiewicz som tolkade den nya nationalismen i dikter, dramer och det romantiska eposet Pan Tadeusz. Till romantikens poeter hör det nationella lidandets diktare Zygmunt Krasiński och Juliusz Słowacki. 
Under 1800-talets senare hälft fick Polen en livskraftig dramatik och en rad realistiska berättare, bland andra nobelpristagaren Henryk Sienkiewicz som vann världsrykte med den historiska romanen Quo vadis. Även under 1900-talet var prosan internationellt uppmärksammad med författare som Stefan Żeromski, nobelpristagaren Władysław Reymont och Jerzy Andrzejewski. Inom lyriken märktes bland andra Tadeusz Różewicz, Zbigniew Herbert och de nobelprisbelönade Czesław Miłosz och Wisława Szymborska. Den polska dramatiken, främst företrädd av Witold Gombrowicz och absurdisten Sławomir Mrożek, nådde en världspublik. Den alltid livskraftiga prosan hade med författare som Bruno Schulz och Stanisław Lem ofta en dragning åt det fantastiska och groteska.
Exilförfattare som Witold Gombrowicz och Czesław Miłosz lästes länge i smyg i Polen, men efter tövädersåret 1956 och särskilt efter 1980 skedde detta mer öppet samtidigt som den polska litteraturen blomstrade och under 1970-talet sammanföll med uppkomsten av en rad underjordiska småförlag. I början av 1980-talet sammanföll Solidaritets motstånd mot kommunistregimen med förnyade frihetskrav inom litteraturen och nobelpriset till Miłosz 1980 stödde tendensen. Senare har dock även yngre poeter som Adam Zagajewski tvingats leva och publicera sig i exil.
Uppmärksammade författare under det sena 1900-talet och 2000-talet är förutom Zagajewski bland andra Ryszard Kapuściński, Stefan Chwin, Andrzej Stasiuk och Olga Tokarczuk.

## Nobelpristagare i litteratur
- Henryk Sienkiewicz 1905
- Władysław Reymont 1924
- Isaac Bashevis Singer (polsk-amerikan, skrev på jiddish) 1978
- Czesław Miłosz 1980
- Wisława Szymborska 1996
- Olga Tokarczuk 2018